# 馬場良治
馬場 良治（ばば りょうじ、1949年（昭和24年）6月13日 - ）は、日本画家、重要文化財復元の第一人者。日本美術院の院友である。東京藝術大学美術研究科保存修復技術専攻修了。山口大学客員教授。

## 来歴・人物
1949年、山口県宇部市生まれ。宇部鴻城高等学校卒業。1980年（昭和55年）東京藝術大学美術学部日本画科卒業。同大学院美術研究科保存修復技術専攻に進学し、大山明彦らと共に山崎昭二郎に師事する。1983年（昭和58年）同大学院美術研究科保存修復技術専攻修了。1984年（昭和59年）文化庁の依頼を受ける。
2003年（平成15年）〜2010年（平成22年）、歓喜院聖天堂の修理専門委員会委員となり、彩色担当となる。以来、国宝や重要文化財の色彩調査と修復に取り組んでいる。
2016年（平成28年）、集古館(文化財修復技術研究所)を設立。2017年（平成29年）、山口大学に於いて客員教授として「文化財修復技術の現状と課題」という講演会を開いている。
現在は東京を拠点にしつつ、故郷である宇部市にアトリエを構えている。

## 主な活動
- 国宝・醍醐寺（京都市伏見区）…五重塔の天井部など、装飾の修復。
- 国宝・大崎八幡宮（仙台市青葉区）…梁に描かれた竜の装飾画を修復。
- 三千院（京都市左京区）…国宝・阿弥陀三尊坐座像収蔵の往生極楽院「舟底型天井画」を再現。